# Gare de Bosmoreau-les-Mines
La gare de Bosmoreau-les-Mines est une gare ferroviaire française de la ligne de Vieilleville à Bourganeuf, située sur le territoire de la commune de Bosmoreau-les-Mines dans le département de la Creuse en région Nouvelle-Aquitaine.
Mise en service en 1883 par la Compagnie du chemin de fer de Paris à Orléans (PO), elle est fermée, comme la ligne, au service voyageurs en 1939 et au service des marchandises en 2004.
La gare est le point de départ et d'arrivée du "Vélorail de la mine", un exploitant adhérent de la Fédération des vélorails de France.

## Situation ferroviaire
Établie à 431 mètres d'altitude, la gare de Bosmoreau-les-Mines est située au point kilométrique (PK) 441,877 de la ligne de Vieilleville à Bourganeuf, entre les gares de Saint-Dizier-Leyrenne et de Bourganeuf,.

## Histoire
La gare de Bosmoreau-les-Mines, construite par l'administration des chemins de fer de l'État, est mise en service le 5 août 1883 par la Compagnie du chemin de fer de Paris à Orléans (PO) lorsqu'elle ouvre à l'exploitation la ligne de Vieilleville à Bourganeuf. La gare dispose alors : d'un bâtiment voyageurs et d'une halle à marchandises.
Le 6 mars 1939 elle est fermée, comme la ligne, au trafic voyageurs par la toute nouvelle Société nationale des chemins de fer français (SNCF). Le trafic marchandise de la ligne ferme en 2004.

## Patrimoine ferroviaire
Les bâtiments d'origine sont restaurés et utilisés par le Vélorail de la mine.

## Vélorail de la mine
Le Vélorail de la mine utilise l'ancienne ligne sur cinq kilomètres en direction de Bourganeuf. Le voyage est un aller retour de dix kilomètres avec pour base de départ et d'arrivée l'ancienne gare de Bosmoreau-les-Mines.

Vélorail et gare
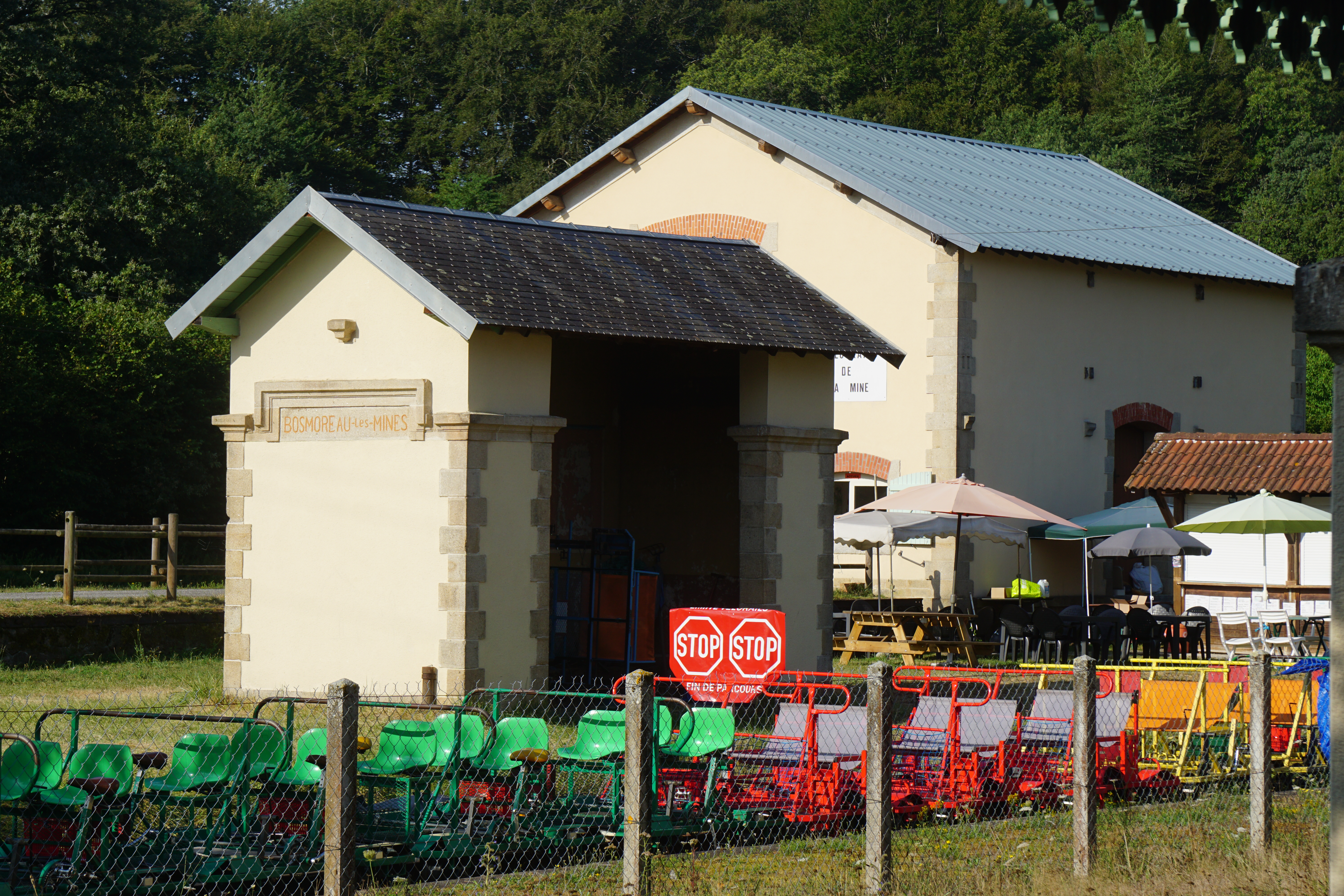
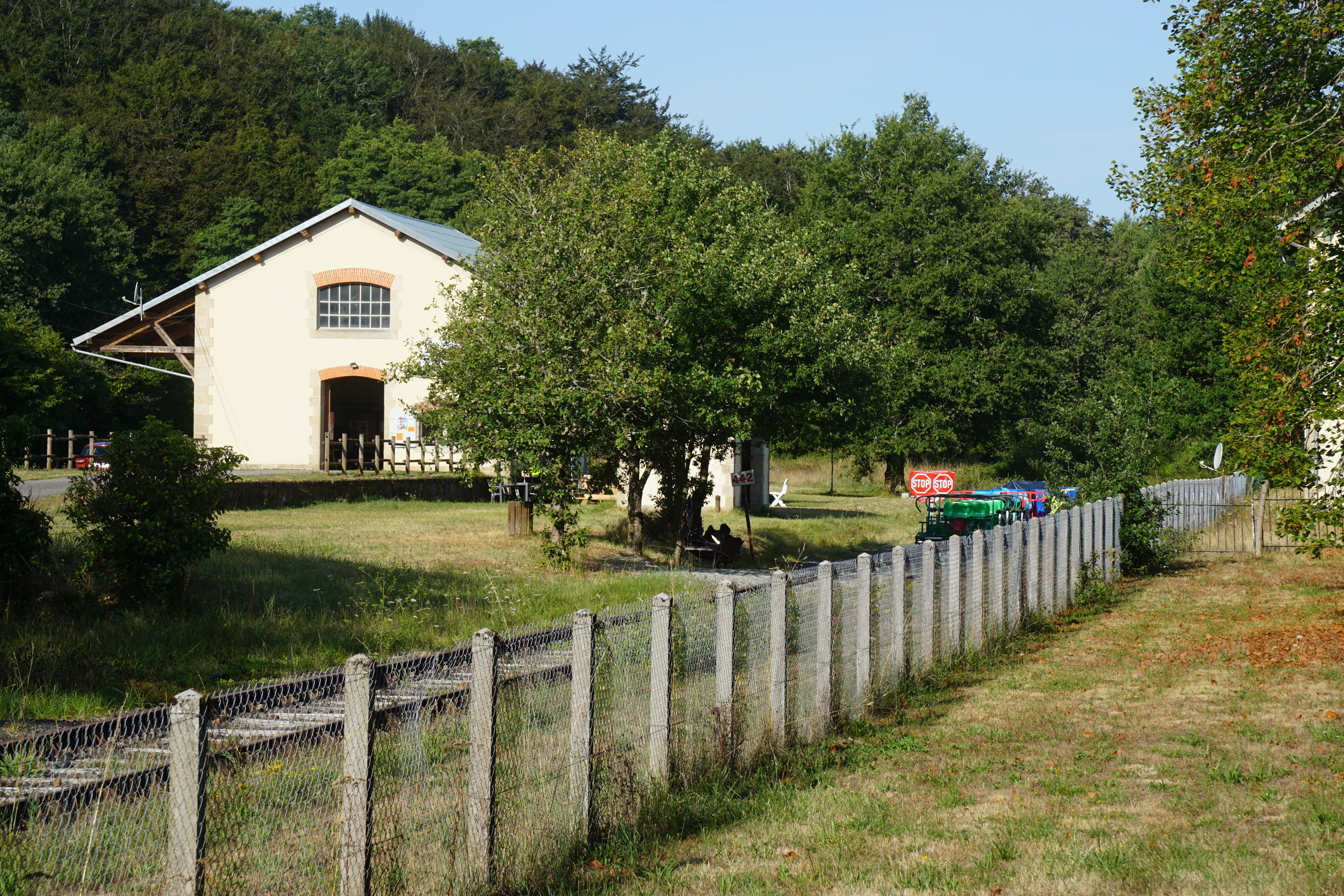
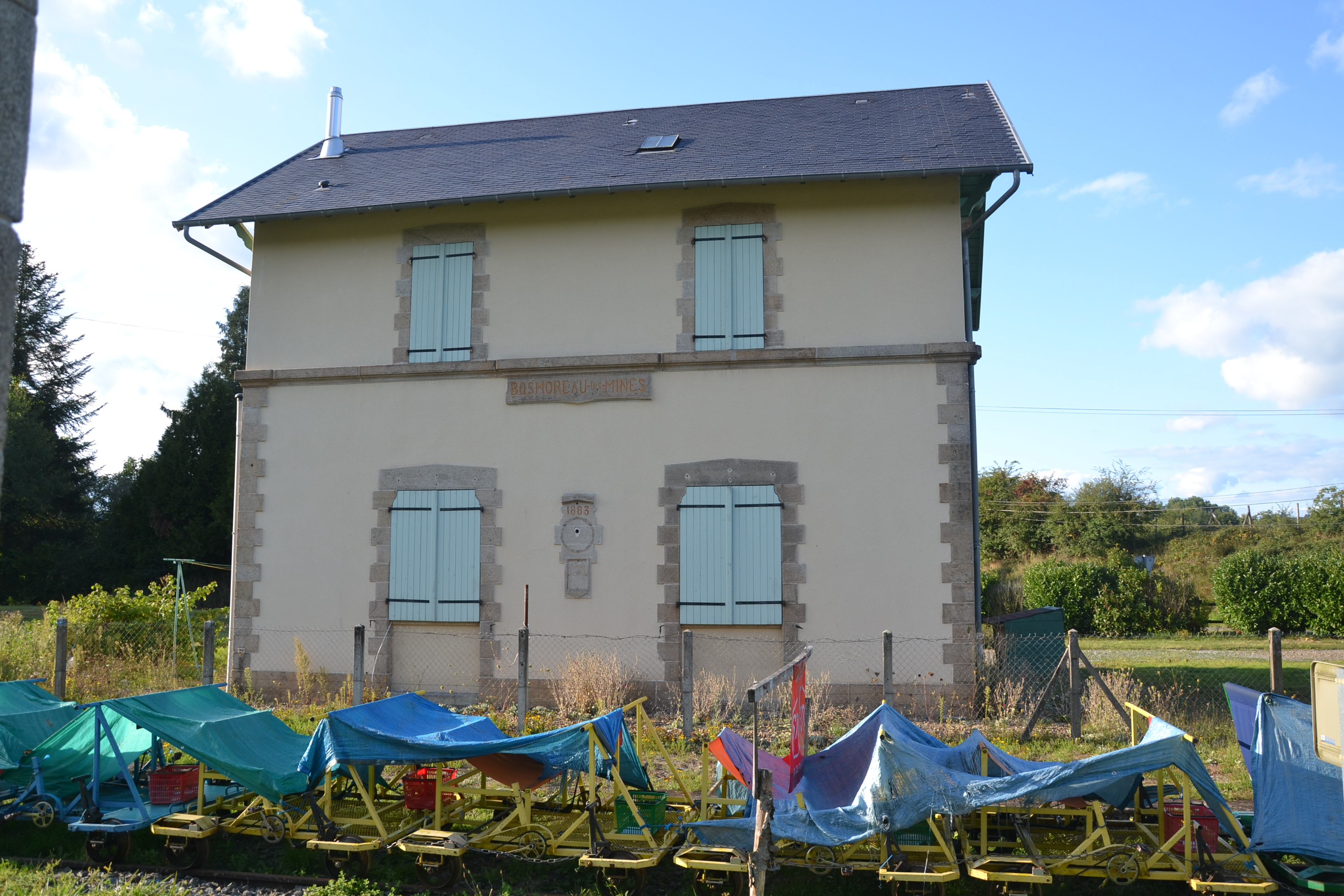